# Rochefort-en-Yvelines
Rochefort-en-Yvelines è un comune francese di 975 abitanti situato nel dipartimento degli Yvelines nella regione dell'Île-de-France.

## Società

### Evoluzione demografica
Abitanti censiti